# 面子 (电影)
《面子》（英語：Saving Face）是2004年美国的一部浪漫喜剧电影，由伍思薇执导。这部电影的主要角色是华裔外科医生小薇，小薇的母亲高慧兰，小薇的舞蹈家女友Vivian Shen。
影片的名字来源于东方社会人际关系中的概念“面子”。

## 角色
- 楊雅慧 饰演 Wilhelmina Pang（小薇）
- 陈冲 饰演 高慧兰（妈妈）
- 陳凌 饰演 Vivian Shen
- Jin Wang 饰演 外公
- Guang Lan Koh 饰演 外婆
- Jessica Hecht（英语：Jessica Hecht） 饰演 Randi
- Ato Essandoh（英语：Ato Essandoh） 饰演 Jay
- 王洛勇 饰演 Shing医生
- David Shih 饰演 Norman
- Brian Yang（英语：Brian Yang） 饰演 小余
- Nathaniel Geng 饰演 Stimson Cho
- Mao Zhao 饰演 老余

## 劇情
一、人物背景介紹
故事發生在紐約華人街，小薇是繁忙的手術外科實習生，未來發展無可限量，甚至被預言40歲時就會坐上主治醫生的位子。另一方面，小薇的媽媽在美容院與鄰居阿姨安排了一場相親，對象是與股票打交道的公司老總雷蒙。每個星期五的交誼會是華人街的例行聚會，住在附近的鄰居朋友都會參加，而小薇便如期與雷蒙跳舞，然而小薇並不喜好這樣的社交場合，身穿襯衫與長褲也被媽媽形容為「現在又流行男人的衣服啊？」導演在服裝與布景下了不少功夫，恰當的描述當代女同志與主流社會不能說破的格格不入。
小薇的外公是交誼會代表致詞的教授，也顯示他們一家族的社會地位。外婆則是開明兼具智慧，讚揚小薇穿著帥氣，鞋子耐穿又實用。外公話席之間，小薇注意到一位充滿魅力的陌生女孩，Vivian，兩人相視一瞬間，小薇心裡蕩漾波動。而婆婆媽媽們正好也在議論Vivian的父母離婚，其父親交了新女友的八卦。
二、風暴來襲
小薇的同事在曼哈頓醫院遇到媽媽，外公也從經營中藥行的老余聽聞媽媽身體有些小毛病。畫面調轉到醫院，小薇在樓梯間，試圖翻找零錢投販賣機，而Vivian突然從她身後說「no change?」略顯尷尬的小薇與她的初次獨處，浪漫又不失電影一貫的喜劇風格，就在小薇低身投錢時，Vivian以性感的聲調花式調情，Vivian的貼心與嬌媚橫生更讓兩人的關係加深一步。
當天小薇回家，卻看見媽媽坐在台階上，還帶著一大堆行李，在媽媽左右閃躲來由後，從外婆那裡知道媽媽懷孕的事實。此事很快傳開在中國文化的小圈子裡，身為其核心領導的外公覺得太有損面子了，質疑媽媽不清不白的懷了孩子，敗壞門風，並將其趕出家門。之後便開始媽媽與小薇同住的生活。
三、轉機與新的開始
如同所有中國媽媽，一進孩子的房間就要東翻西找，名義上是打掃，實則是一邊訓話，這裡導演特意安排媽媽找到中藥時往裡頭觀望的鏡頭，留給觀影者一線索。隨後小薇又在月台上巧遇小余，這次拿了兩包中藥給小薇。
另一方面，小薇與Vivian的感情進展相當順利，Vivian說自己雖是芭蕾舞首席，卻更想追求現代舞的夢想，以及不符合父親期待的隱憂。之後，也揭開兩人童年時的回憶，原來8歲的Vivian曾被姓王的壞男生嘲笑她父母離婚，而小薇出面趕走他，之後小薇撞倒了媽媽的貨物架，她們一起整理之後，小Vivian吻了小薇的鼻尖一下，可愛羞澀的小薇就這樣跑走了。隨後她們來到Vivian的居所，愜意的爵士音樂流洩而出，兩人雙雙倒在地上，恰到好處的輕輕一吻。接著兩人正式開始交往，在清晨河邊吃著簡易的熱狗堡，一切純粹而唯美。
小薇陪媽媽去產檢，小薇一方面要照顧懷孕身體虛弱、失去工作只能整天在家的媽媽，另一方面Vivian期望公開兩人的戀情，介紹小薇給她所有的朋友。而小薇則因接連6台手術而遲延，差點錯過Vivian的生日。然而真愛無敵，本劇的最佳情侶終於進展到床上——以真實而不色情的拍攝，不遺餘力地描寫女同志間對彼此性的渴望與激情。
為了緩解媽媽的孤單，以及面對未來孩子出生的困境，小薇開始幫她找相親對象。這一幕，確是像極了許多同志出櫃時，父母為扭轉女兒的性向而安排的相親，然而這部卻很可愛的將這一情節轉為母親的處境，呼應前劇情安排雷蒙和小薇，使得觀影者得以重新思索相親的意義。
同時，小薇與Vivian的步調也愈趨順遂，以Vivian的角度觀察，是時候可以見家長了。媽媽與Vivian在餐桌上的對談顯得火花四濺，很是精采，倒是小薇則因尚未正式出櫃而心驚膽顫。
四、正視
小薇也開始猶豫要如何與媽媽出櫃，與朋友談心時她提到，媽媽曾經撞見小薇在公寓裡（發生了什麼沒有明說），但因此媽媽明白小薇的性向，然而媽媽不說一語地放下水餃就離開了，至此之後便沒有再提起。然而即使母女倆不斷逃避，時間是不會等人的，Vivian道出她受邀到巴黎跳舞，得到五年的合約，如果小薇不和她一起去，或留她下來，這段戀情是否還能繼續？
小薇偶然在美容院得知媽媽受到昔日好友冷落，滿腹委屈，回想到外公告訴她不能就這樣一個人過下去，小薇想著媽媽是否需要配偶，而她又是怎麼看待自己根本不愛的對象？然而媽媽只是故作堅強，沒有敞開心扉。之後外婆的病情急轉直下，Vivian也前去探望，Vivian的爸爸因此看穿兩人的關係，並奉勸小薇，巴黎的工作是Vivian非常難得的機會。這一來一往的壓力，使得小薇開始對她避而不見，她不能忍心分手，也不能阻礙愛人的夢想，這曖昧的態度讓Vivian傷透心，認為是小薇太軟弱不敢面對世界。
和Vivian在當初約會的場景談過後，小薇決定要踏出第一步，勇敢地改變局勢，她向媽媽緩緩道出:「我愛妳，我也是GAY。」，媽媽則冷冷地說「怎麼能一口氣說這兩件事，一面說你愛我，一面這樣傷我的心。我不是壞母親，我的孩子不可能是GAY。」聽到如預期的不被接受，小薇失落的說「那我可能不該是妳的孩子。」
五、勇氣與真愛
為了符合外公的傳統觀念，以及面對突如其來的厄運——外婆的離世，媽媽決定要與周先生結婚。媽媽內心知道，如果她不是個好母親，至少得做個好女兒。然而到了婚禮舉行的當天，小薇意外的發現在背包裡的中藥附了一封信，原來是媽媽的心上人所寫的，她於是趕赴現場阻止婚禮。在一場鬧劇之下，小余終於當眾承認媽媽愛的是他！而外公也說出了那句，我這輩子的臉都給妳丟光了。媽媽雖然抱歉，卻還是牽著女兒一起逃婚，她也終於踏出改變的一步。在公車上兩人終於敞開心扉，小薇提到她不明白為什麼媽媽不一開始就大方的和小余一起反抗體制，而媽媽提到她需要小余公開對她的戀情，也道出中年婦女認為自己人老色衰的哀戚，這也形同是Vivian之於小薇，Vivian一直期待能和小薇一起面對，而小薇卻選擇躲起來。之後雖然及時趕到機場，卻仍因小薇對於Vivian要求她當眾親吻，小薇猶豫了，而Vivian似乎死心了。
但是還好，最後導演還是給了我們甜美的歡喜結局。作為中年婦女的媽媽居然能夠和年輕有為的男人終成眷屬，傳為中華圈的一段佳話，在媽媽的堅持之下小薇又參加了每周五的交誼會，也在現場看到了夢中的伊人，Vivian回來了。這一次，她們能夠如上升的紅氣球般，幸福快樂的生活吧。

## 背景
导演伍思薇在几年前借鉴了她自己“出柜”的经历写了这个剧本。2001年，该剧本获得了CAPE编剧奖，促成了该片的制作。拍摄于2003年秋季开始，耗资250万美元。
这部电影以纽约华裔美国人社区为背景，语言以官话和英语为主。

## 发行
《面子》于2004年9月12日在多倫多國際電影節上首映，并作为独立电影在西雅图国际电影节，圣丹斯电影节等地放映；在2005年5月27日在美国有限上映。

### 票房
最初只在6家影院首映，在开幕周末收入75,104美元（平均每场12,517美元），后来56家影院上映至1,187,266美元。在英国的额外收入为49,252美元，全球总收入为1,236,518美元。

### 评价
对电影的评价反应大多是积极的，大多数评论家称赞它是温柔浪漫和轻松的喜剧，尽管一些评论家抨击它缺乏深度和有一个“肥皂剧般的”结局。
《纽约时报》的Stephen Holden ，《波士頓環球報》的Wesley Morris，Village Voice的Ed Park等人给出了积极的评价，Holden特别称其为“和蔼可亲”的浪漫故事，跨越了三代华裔美国人。Holden的总体正面评论指出，这部电影在结尾处有一些缺点：“可悲的是，由于是“面子”将故事的各个部分联系起来，它在一场婚礼的结局中一系列让人即时感觉良好的解决方案丧失了自己的可信度。” 
Autostraddle将其列为有史以来最好的102部女同性恋电影中的第3位。
它目前在爛番茄中的评级为87％“新鲜”，在Metacritic为65分。

### 奖项
《面子》获得2005年哥譚獨立電影獎突破导演奖提名，主演杨雅慧获得观众选择奖和2005年金馬獎最佳女主角提名。影片获得2005年金馬獎观众票选最佳影片。2006年获得GLAAD杰出电影媒体奖。